# Galeria Krakowska

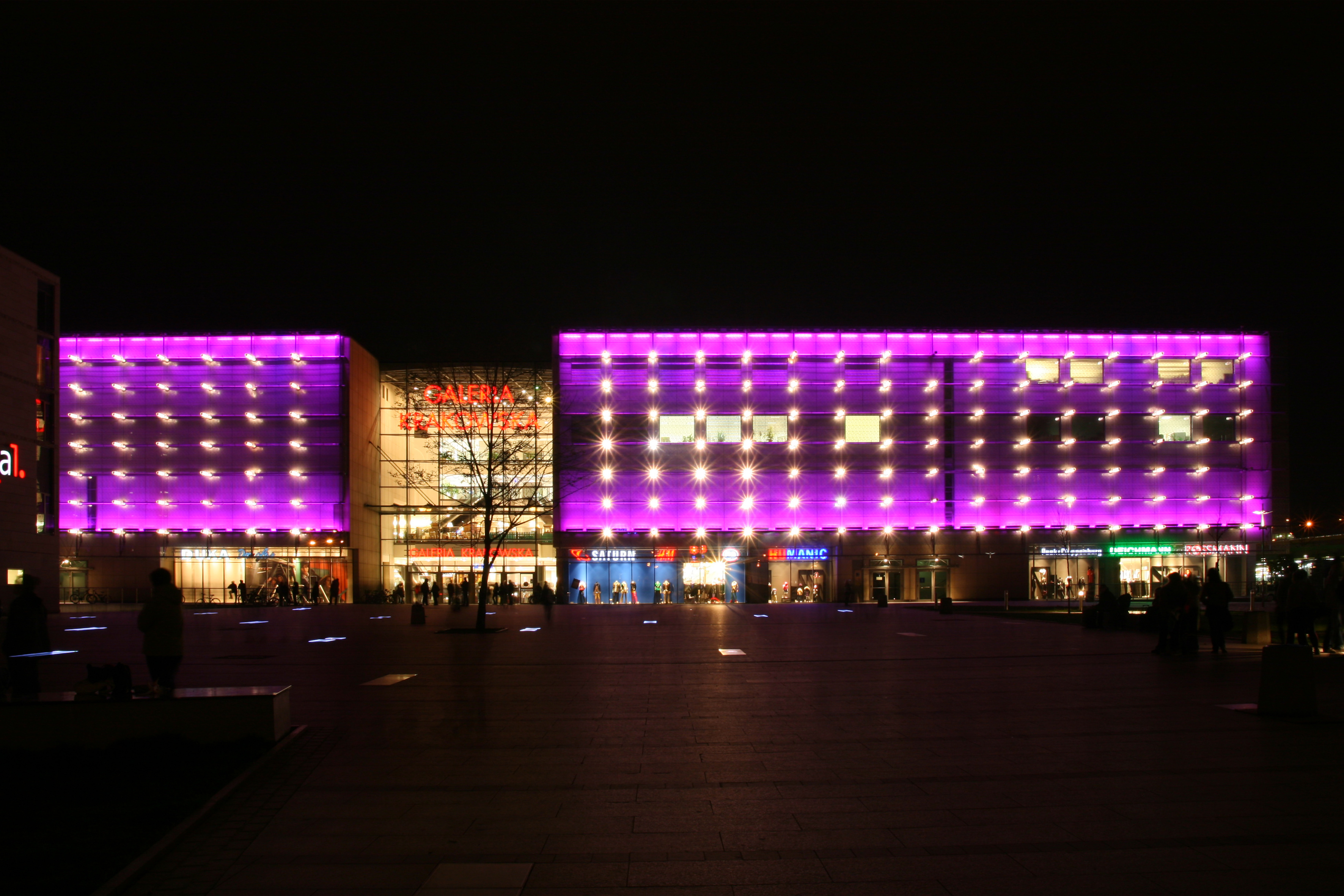
Galeria Krakowska bij nacht

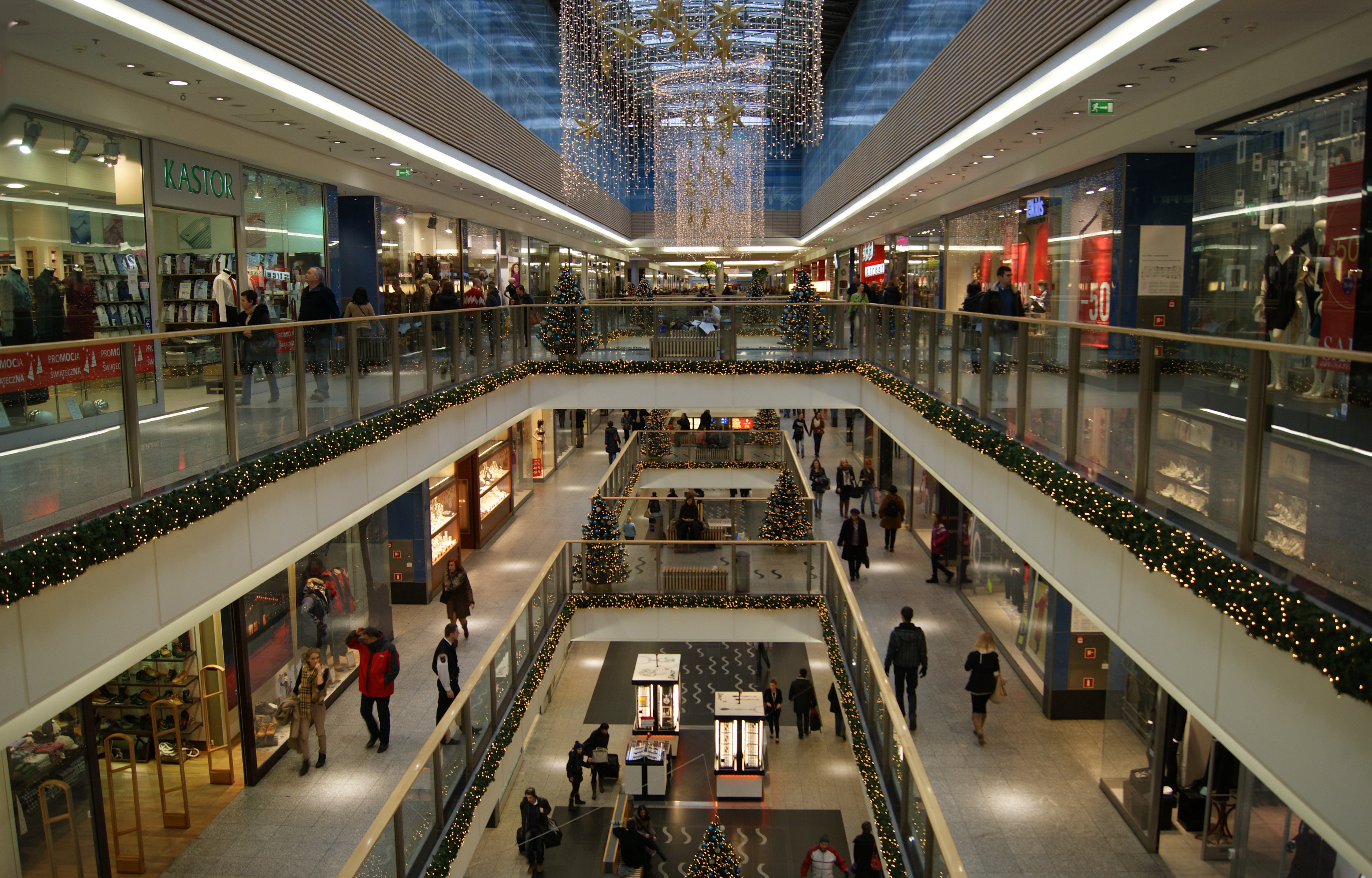
Binnenkant van Galeria Krakowska

Galeria Krakowska is een overdekt winkelcentrum nabij het centraal station van de Poolse stad Krakau.
De bouw begon op 12 oktober 2004 en de opening vond plaats op 28 september 2006, waarbij 53 duizend personen aanwezig waren. In de Galeria Krakowska bevinden zich 170 winkels, waaronder een hypermarkt van Carrefour en 22 horecazaken. Het winkelcentrum heeft 3 verdiepingen, inclusief de begane grond en is verbonden met het centraal station.
Het gebouw won in 2007 de prijs voor het slechtste nieuwbouwobject van Krakau (Archi-Szopa), uitgeschreven door Gazeta Wyborcza. De jury vond het gebouw architectonisch oninteressant.